# Tonegawa
Tonegawa (japanska: 利根川?, Tone-gawa) eller Tone, också kallad Tonefloden, är en flod i Kantoregionen på ön Honshu i Japan. Den är 322 kilometer lång och är den näst längsta floden i Japan, efter Shinanogawa. Tonegawa har det största avrinningsområdet av Japans floder med 16 840 kvadratkilometer. Tonegawa har sina källor på 1 834 meters höjd (berget Ōminakami i Echigobergen) i Gunma prefektur på centrala Honshu och rinner österut över Kantoslätten mot Stilla havet med mynning i Choshi i Chiba prefektur. Floden rinner norr om Tokyos storstadsområde och är en viktig vattenresurs för detta, andra städer, industri och jordbruk i området.
Floden är också känd som Bandō Tarō (japanska: 坂東太郎); idag använt som ett smeknamn; namnet kommer av Bandō, förr ett annat namn på Kantoregionen, och Tarō, ett namn som man ofta gav till den äldste sonen.

## Bifloder
Toneflodens huvudbifloder är Katashina-gawa, Agatsuma-gawa, Kanna-gawa, Kabura-gawa, Karasu-gawa, Watarase-gawa, Kokai-gawa och Kinu-gawa.

## Historia
Ursprungligen rann Tonefloden ut i Tokyobukten. Flodens nutida lopp är ett resultat av mänsklig påverkan. Den mest påtagliga förändringen skedde under Edoperioden (med början år 1603), då Tokugawaklanen hade makten. Tokugawa Ieyasu startade, bland annat i syftet att skydda huvudstaden Edo (dagens Tokyo) från översvämningar, ett flodprojekt för att ändra den dåtida flodens lopp till ett östligare, ett projekt som slutfördes 1654, och dagens flod rinner därför istället ut i Stilla havet.

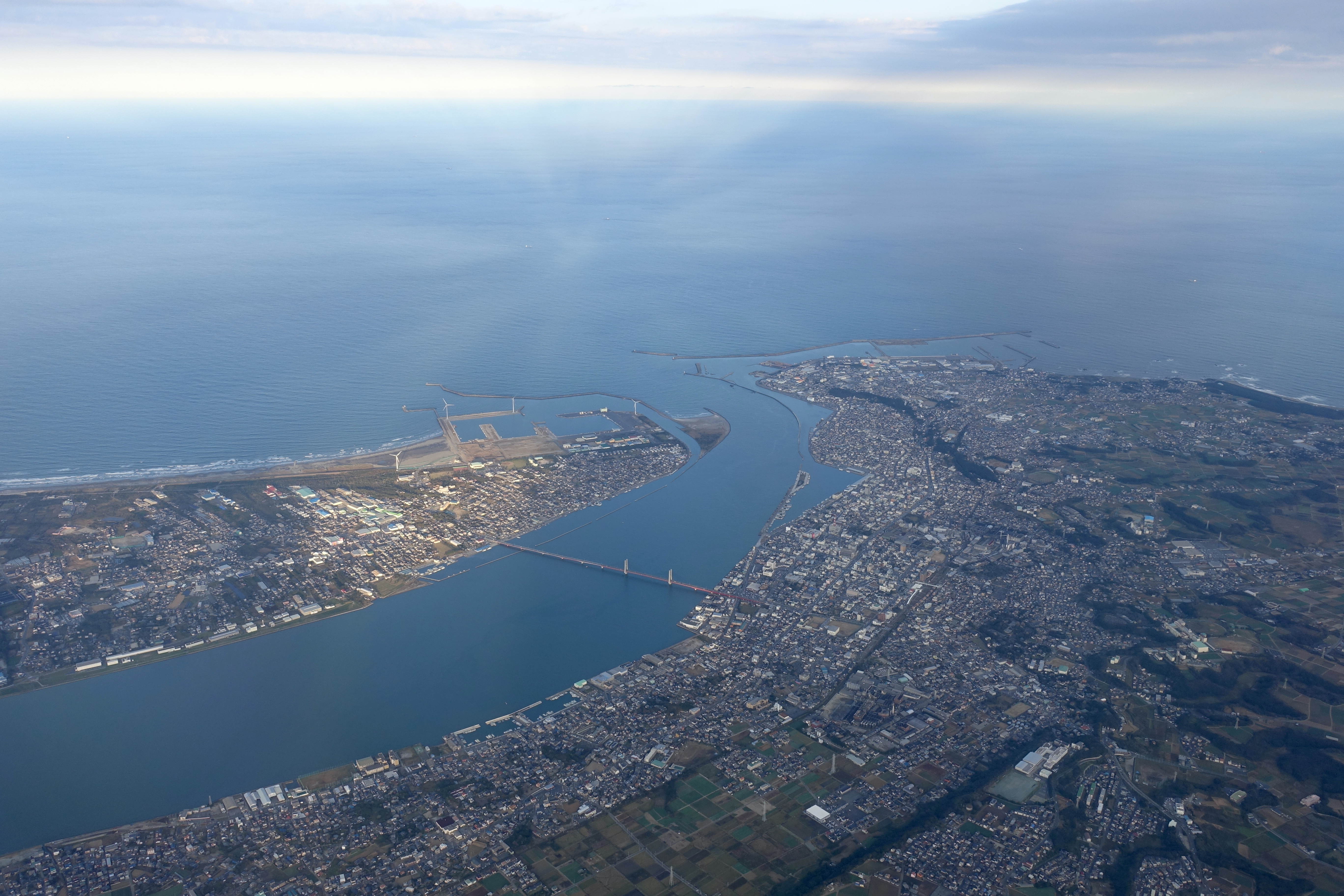
Toneflodens mynning vid Choshi (2019).